# ای‌آرام هوراکان
ای‌آرام هوراکان (به انگلیسی: ARM Huracán) یک کشتی بود که طول آن ۶۱٫۷ متر (۲۰۲ فوت) بود. این کشتی در سال ۱۹۸۴ ساخته شد.